# Jobst Mahrenholz
Jobst Mahrenholz (* 14. April 1964 in Rheydt, Mönchengladbach) ist ein deutscher Autor.

## Leben
Jobst Mahrenholz wurde am 14. April 1964 in Rheydt, Mönchengladbach geboren. In Folge einer Adoption lebte er seine ersten Jahre in Hilchenbach, Nordrhein-Westfalen, später in Heidelberg, Baden-Württemberg. Seit seinem elften Lebensjahr lebt Mahrenholz in Hannover. An der Universität Hildesheim studierte er  Grafik, Malerei und Literatur mit Schwerpunkt freies Schreiben. 1999 folgte eine einjährige Ausbildung zum Journalisten an der Universität Oldenburg. Anschließend arbeitete Mahrenholz sieben Jahre als Nachrichtenredakteur beim öffentlich-rechtlichen Rundfunk. Seit 2008 ist er hauptberuflich Buch-Autor.
Seine Leidenschaften sind das Sammeln von Schneekugeln, japanische Kultur, Filmmusik und die italienische Küche. Durch seine Liebe zum Kochen belegte er bei der Fernsehsendung Das perfekte Dinner. einen zweiten Platz.
Mahrenholz lebt in Hannover in einer langjährigen Beziehung mit seinem Lebenspartner.

## Werk
Die Romane und Geschichten von Jobst Mahrenholz sind der LGBTQ-Literatur zuzurechnen, sein queeres Figurenensemble ist wie selbstverständlich queer, es spielt keine tragende, eher eine beiläufige Rolle. Seine Romane sind Entwicklungsromane.
Im Schreibprozess wählt er seine Themen und Inhalte nicht auf Leser bezogen, schreibt für sich selbst. Erst wenn das Buch beim Verlag liegt, wendet er sich seinem Lesepublikum zu.
Sein Lieblingsschreibort liegt in Italien, in Campiglia und auch dort spielen die meisten seiner Bücher.

## Veröffentlichungen

### Einzeltitel
- Jasper Acri - Operation Stilles Tal. Tredition, 2013, ISBN 978-3-8495-7088-0.
- Il Gusto di Lauro - Lucas Rezepte. Dead Soft Verlag, Mettingen 2014, ISBN 978-3-944737-37-9. - 3. bearb. Aufl.: MAIN Verlag Frankfurt am Main 2021, ISBN 978-3-95949-515-8.
- Il Gusto di Lauro - Herzberührer. Dead Soft Verlag, Mettingen 2014, ISBN 978-3-944737-54-6. - 3. bearb. Aufl.: MAIN Verlag Frankfurt am Main 2021, ISBN 978-3-95949-517-2.
- Der linke Fuß des Gondoliere. Dead Soft Verlag, Mettingen 2015, ISBN 978-3-944737-99-7. - 2. bearb. Aufl.: MAIN Verlag Frankfurt am Main 2020, ISBN 978-3-95949-365-9.
- Haus aus Kupfer. Dead Soft Verlag, 2016, ISBN 978-3-945934-78-4. - 2. bearb. Aufl.: MAIN Verlag Frankfurt am Main 2021, ISBN 978-3-95949-446-5.
- Eine Ahnung von Pan. Dead Soft Verlag, Mettingen 2017, ISBN 978-3-96089-114-7. - 2. bearb. Aufl.: MAIN Verlag Frankfurt am Main 2020, ISBN 978-3-95949-408-3.
- Tullio. MAIN Verlag, Frankfurt am Main 2021, ISBN 978-3-95949-386-4.
- Das Zubereiten gemeinsamer Zeit. MAIN Verlag, Frankfurt am Main 2024, ISBN 978-3-95949-684-1.

als Aaron B. Gold:
- Jean – Liquid Sky. MAIN Verlag, Frankfurt am Main 2020, ISBN 978-3-95949-396-3.

### Anthologien
- Yep - warum nicht anders? - Hg. von Dead Soft Verlag: Dead Soft Verlag, Mettingen 2014, ISBN 978-3-944737-74-4.
- In Lust vereint (1). CreateSpace Independent Publishing Platform 2015, ISBN 978-1-5191-3743-2.
- Zusammen finden - Hg. von J. Walther: CreateSpace Independent Publishing Platform 2015, ISBN 978-1-5151-0480-3.
- Liebe gehört zum Handwerk. Zwölf Geschichten mit Herz. - Hg. von Kuschelgang: CreateSpace Independent Publishing Platform 2016, ISBN 978-1-5335-0052-6.
- Facetten der Liebe. 10 hochkarätige Storys. - Hg. von Kuschelgang, Independently published 2017, ISBN 978-1-9731-9687-7.
- Super! Diese Helden. 8 Heldenstorys. - Hg. von Kuschelgang, Independently published 2017, ISBN 978-1-5211-0460-6.
- Like a Dream. - Hg. von Juliane Seidel: Independently published, 2021, ISBN 979-8-7247-4891-9.